# Estádio Municipal Amadores Theodoro Colombelli
O Estádio Municipal Amadores Theodoro Colombelli, conhecido como Ninho da Cobra, é um estádio de futebol localizado no município brasileiro de Cascavel, no estado do Paraná.
Construído e administrado pela municipalidade, serve os clubes de futebol amador da região.
Foi o estádio dos clubes profissionais da cidade, entre a demolição do antigo Estádio Ciro Nardi, em 1979, e a inauguração do Estádio Olímpico Regional, em 1982.
Foi palco da conquista do Campeonato Paranaense de 1980.